# Brachyachne convergens
Brachyachne convergens es una especie de planta herbácea perteneciente a la familia de las poáceas. Es originaria de Australia.

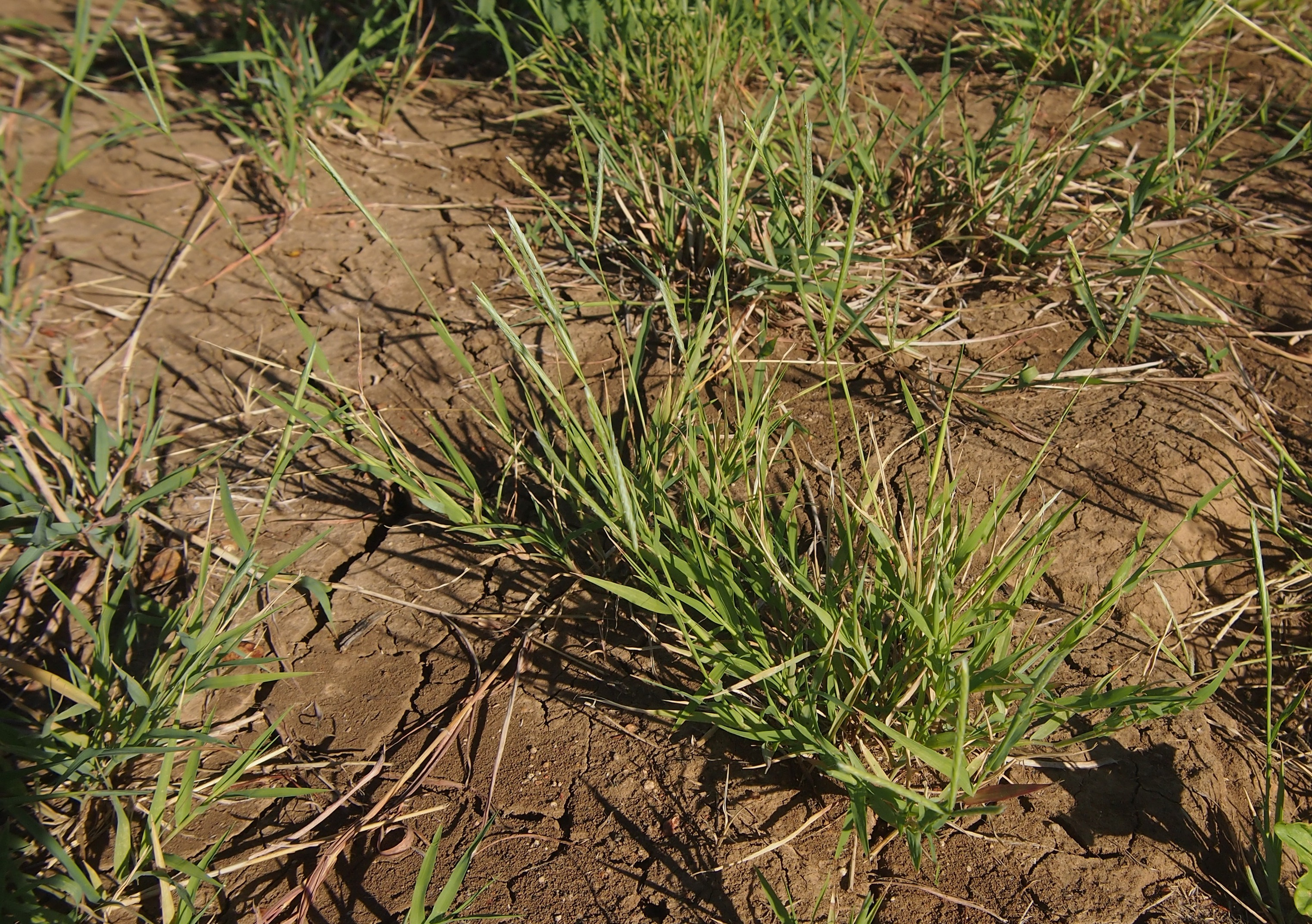
Vista de la planta

## Descripción
Es una planta ascendente o erecta anual que alcanza un tamaño de 0,5 m de altura; con cañas geniculadas en la base, ramificadas. Las hojas con vaina suelta, en superposición, glabra o barbuda con algunos pelos en el orificio; punta plana, corta, erguida, de 2-3 mm de ancho. La inflorescencia con  3-5 picos erectos o en propagación, de 3-5 cm de largo. Espiguillas 1-florecido, de 3-5 mm de largo. Glumas agudas o mucronadas, lateralmente comprimidas, de 3.5 mm de largo.  Lemma aguda, de 2-2.5 mm de largo elíptica comprimido lateralmente, ciliadas, y densamente en los márgenes y nervio medio. Palea ciliada sobre los nervios.

## Distribución y hábitat
La floración se presenta en respuesta a la lluvia o las inundaciones. Por lo general crece en áreas abiertas expuestas a inundaciones frecuentes en Nueva Gales del Sur y en Queensland.

## Taxonomía
Brachyachne convergens fue descrita por (F.Muell.) Stapf  y publicado en Hooker's Icones Plantarum 31: t. 3099. 1922.
Etimología
Brachyachne nombre genérico que deriva del griego brachys (corto) y achne (escala, paja), alusivo a que las lemmas son más cortas que las glumas.
convergens: epíteto latíno 
Sinonimia
- Capriola convergens (F.Muell.) Kuntze
- Cynodon convergens F.Muell.
- Microchloa convergens (F.Muell.) Domin[5][6]